# Хемет (град, Калифорния)
Хемет (на английски: Hemet) е град в окръг Ривърсайд, щата Калифорния, САЩ. Хемет е с население от 74185 жители (2008) и обща площ от 44,5 km². Намира се на 486 m надморска височина. ЗИП кодовете му са 92543-92546, а телефонният му код е 951.